# Mars 17
 (juillet 2019).
Si vous disposez d'ouvrages ou d'articles de référence ou si vous connaissez des sites web de qualité traitant du thème abordé ici, merci de compléter l'article en donnant les références utiles à sa vérifiabilité et en les liant à la section « Notes et références ».
Mars 17, titré Mars dix-sept dans l'édition française (suivant ainsi le titre original russe, écrit en toutes lettres), est un roman historique d'Alexandre Soljenitsyne, troisième nœud (tome) de La Roue rouge après Août 14 et Novembre 16 et précédant Avril 17. Il a été publié en quatre tomes en français chez Fayard en 1992  (le tome 1), en 1993 (le tome 2), en 1998 (le tome 3), et en 2001 (le tome 4). Il raconte, jour après jour, heure après heure, l'histoire de la révolution de Février 1917.

## Résumé

### Tome 1
Le tome 1 raconte les débuts de la révolution de Février du 8 au 12 mars 1917. Le 8 mars, alors que l'empereur Nicolas II repart pour la Stavka, les manifestations commencent à Petrograd. Les gens marchent dans la rue, pillent les boulangeries, brisent les vitrines, empêchent les tramways de circuler. Ils crient qu'ils veulent du pain. Le lendemain, 9 mars, les manifestations reprennent avec plus d'intensité. Les ouvriers se mettent en grève. Les Cosaques laissent faire, la police semble impuissante. Le gouverneur de Petrograd demande l'aide de l'armée. Le 10, un commissaire de police qui tentait de refouler la foule est tué par un Cosaque. Les Cosaques ne se privent d'ailleurs pas de prendre parti pour les manifestants. Mais Alexandre Protopopov, le ministre de l'Intérieur, et les autres membres du gouvernement commettent l'erreur de croire qu'il ne s'agit que d'incidents mineurs.
Le 11 mars, les manifestations continuent de plus belle. Les régiments installés à Petrograd reçoivent l'ordre d'aider la police. Certains soldats reçoivent l'ordre de tirer sur la foule. Ils ne le font qu'avec beaucoup d'hésitation. Le régiment Paul Ier, écœuré, se mutine. Les 1500 hommes du groupe se dirigent vers la perspective Nevski puis décident finalement de retourner dans leurs casernes. Mais il y a eu là un dangereux précédent. Le 12 au matin, le régiment de Volhynie se mutine suivi de celui de Preobrajenski et des sapeurs de la Garde. Flanqués d'émeutiers de toute sorte, ils se répandent dans les rues et prennent le contrôle du centre-ville. Un détachement mené par le colonel Alexandre Koutepov est envoyé pour les contenir mais il est vite complètement débordé. Au palais de Tauride, où siège la Douma,le travailliste Alexandre Kerenski prend le contrôle de la situation et forme un comité provisoire. Le gouvernement, nommé par Nicolas II, lui, ne contrôle plus rien et se désagrège de lui-même. Pendant ce temps, un groupe de sociaux-démocrates fonde un pouvoir parallèle à la Douma, un Soviet des députés ouvriers avec, entre autres, comme membres les mencheviks Tchéidzé et Skobelev ainsi que le travailliste Kerenski.

### Tome 2
Le tome 2 raconte les trois journées du 13, 14 et 15 mars qui ont mené à l'abdication du tsar. Le 13 mars au matin, Nicolas II repart pour Tsarkoïe Selo. Il a ordonné au général Ivanov de prélever des détachements sur le front et de reprendre Petrograd aux insurgés. Mais Ivanov prend son temps et, à la Douma, on ne chôme pas. Le député progressiste, Boublikov s'empare du ministère des Voies de communication et prend le contrôle du système télégraphique. Il fait donc annoncer à Moscou et au reste de la Russie que la révolution a commencé à Petrograd et l'invite à se joindre à elle. Ce qui se fait vite à Moscou. Tsarskoïe Selo, où se trouve la résidence impériale, tombe entre les mains des forces révolutionnaires. L'impératrice y est toujours avec ses enfants qui ont la rougeole. Nicolas II, lui, est toujours dans le train y menant et le but de Boublikov est de l'empêcher d'y arriver. Les gares sont maintenant contrôlées par les révolutionnaires et on le fait savoir à Nicolas qui décide de rebrousser chemin et de retourner à Tsarskoïe Selo par une autre voie. Pendant ce temps, le général Alexeiev, persuadé par Rodzianko que le calme est revenu à Petrograd, donne l'ordre d'arrêter le convoi militaire d'Ivanov en route vers la capitale.
Le 14 mars, alors que Nicolas II arrive en gare de Pskov, à Petrograd, la rivalité éclate déjà entre les deux pouvoirs, le comité de la Douma et le Soviet des députés ouvriers. Alors que le premier demande aux soldats d'obéir de nouverau aux officiers, le second émet l'ordre numéro 1 qui incite les soldats à élire des comités qui n'obéiront aux officiers que si les ordres ne contredisent pas leurs demandes. Cependant, le comité de la Douma se contenterait d'une monarchie constitutionnelle (sans Nicolas II évidemment) alors que le Soviet ne veut rien de moins qu'une république.
Le 15 mars, le Gouvernement provisoire est proclamé (Alexandre Kerenski y est ministre de la Justice) et il est clair qu'il sera étroitement contrôlé par le Soviet. Goutchkov et Choulguine se rendent à Pskov y réclamer l'abdication du souverain, qu'ils obtiennent assez facilement. Les députés sont cependant surpris d'apprendre que Nicolas veut également abdiquer pour son fils Alexis. C'est donc son frère Michel qui sera tsar.

### Tome 3
Le tome 3 raconte les événements se déroulant du 16 au 22 mars. Le 16, le manifeste d'abdication arrive à Petrograd. Plusieurs membres du Gouvernement provisoire (dont Kerenski) vont voir le grand-duc Michel et le persuadent d'abdiquer à son tour. Une future Assemblée constitutante décidera de la promulgation d'une nouvelle Constitution russe.
Pendant ce temps, la révolution s'installe sur la flotte de la Baltique. Bien que les officiers et le haut commandement se soient prononcés pour le Gouvernement provisoire, les matelots se mutinent et massacrent des dizaines d'officiers. Le 17, l'amiral Népénine, commandant de la Flotte, est massacré par ses hommes. C'est non sans peine que l'envoyé du Gouvernement provisoire, Roditchev, parvient à les calmer. Les jours suivants, on peut s'apercevoir que le Soviet tente de contrôler les décisions et les actes de ce gouvernement. Celui-ci veut, entre autres, envoyer le tsar et sa famille en Angleterre. Le Soviet l'oblige à procéder à leur arrestation. Nicolas II et sa famille sont assignés à résidence à Tsarskoïe Selo.

### Tome 4
Le tome 4, couvrant la période du 23 mars au 31 mars 1917, montre la faiblesse évidente du Gouvernement provisoire devant le pouvoir croissant du Soviet des députés ouvriers. Le 24 mars, Goutchkov écrit au chef d'état-major Alexeiev que le Gouvernement provisoire ne détient le pouvoir que ce que veut bien lui concéder le Soviet.

## Méthode
La Révolution est vue de plusieurs points de vue. Certains trouvent qu'elle n'est pas allée assez loin, que le Gouvernement provisoire n'est qu'un gouvernement de bourgeois, que le prolétariat doit prendre le pouvoir, mettre fin à la guerre et donner la terre aux paysans. C'est le point de vue entre autres des bolcheviks. Il y a ceux qui disent que la révolution va dans la bonne direction, que le Gouvernement provisoire est acceptable pour l'instant mais qu'il doit être étroitement contrôlé et que la guerre doit continuer jusqu'à la victoire finale. L'armée doit cependant être dirigée par des comités élus qui ont la mainmise sur les décisions des généraux et officiers. C'est le point de vue de la plupart des mencheviks et social-démocrates.
La plupart des officiers tiennent pour le Gouvernement provisoire, mais n'ont que faire du Soviet. Selon eux, celui-ci, par ses ordres et ses manifestes, a complètement désorganisé l'armée. Les soldats élisent des comités. font des meetings. Sur le front, certains fraternisent avec l'Allemand ; d'autres veulent déserter et participer au partage des terres. Le général Krymov demande au ministre de la Guerre, Goutchkov, de faire venir des troupes à Petrograd et de balayer le Soviet. Paniqué, Goutchkov refuse. Aucun membre du Gouvernement, fût-ce Kerenski, n'a la trempe pour assumer complètement le pouvoir.
Enfin, il y a ceux qui regrettent l'abdication de l'empereur et la fin de l'ordre établi. Pour eux, la révolution, c'est la fin de la Russie.
Pendant ce temps, Lénine s'apprête à rentrer en Russie et à y imposer son idéologie, même par la force.

## Personnages principaux

### Personnages fictifs
- Alexandre Lenartovitch : a participé à la bataille de Tannenberg où il a connu Vorotyntsev et où il ne s'est pas distingué par son courage. Muté à Petrograd, il travaille dans un bureau. Pro-révolutionnaire, il participe, heureux, à la révolution.
- Véronique Lenartovitch : sœur d'Alexandre. Étudiante. Elle voit arriver la révolution avec joie car elle partage les convictions de son frère.
- Fiodor Kovyniov : écrivain originaire de Tambov mais vivant à Petrograd. Il est heureux de voir arriver la révolution.
- Pierre Obodovski : ancien révolutionnaire devenu ingénieur des mines. Il n'est pas contre la révolution mais la voit arriver avec crainte.
- Georges Vorotyntsev : colonel d'un régiment de la 9e armée russe. En permission d'hiver, il vit une liaison avec Olda Andozerskaia. Il voit arriver la révolution avec dégoût et assiste à la décomposition de l'armée. Il voudrait tenter d'y remédier.
- Véronique Vorotyntseva : sœur de Georges Vorotyntsev. Travaille à la Bibliothèque Publique de Petrograd.
- Olda Andozerskaia : professeur d'histoire à Petrograd, partisane de l'autocratie. A une liaison avec Georges Vorotyntsev. Elle se désole pour la révolution.
- Xenia Tomtchak : étudiante en agronomie à Moscou. Elle correspond à la mère de Soljenitsyne. Elle voit arriver la révolution avec sympathie.
- Alexandre Lajenitsyne : lieutenant sur le front Ouest. C'est lui qui lit le Manifeste d'abdication à ses hommes. Il voit arriver la révolution avec sympathie car il espère retourner chez lui. Ce personnage correspond au père de Soljenitsyne.
- Arsène Blagodariov : artilleur originaire de Tambov. Il a connu Vorotyntsev à Tannenberg mais est maintenant sous les ordres de Lajenitsyne.
- Iaroslav Kharitonov : lieutenant qui s'est particulièrement distingué à Tannenberg. Est en permission à Rostov lorsque la révolution éclate. Assiste à la désorganisation de l'armée et en conçoit du dépit pour la révolution.
- Kostia Goulaï : lieutenant sur le front Ouest. Ami de Lajenitsyne qu'il a connu lorsqu'il était étudiant.

### Personnages réels
- Nicolas II : empereur de Russie.
- Alexandra Fiodorovna : impératrice de Russie.
- Lénine : vit en émigration à Zurich, où il tente de radicaliser le parti social-démocrate suisse. Lorsqu'il apprend la révolution, il tente de rentrer en Russie.
- Timothée Kirpitchnikov : officier du régiment de Volhynie. Au moment où il faut arrêter de force les manifestations, il incite son régiment à la mutinerie.
- Mikhaïl Rodzianko : président de la Douma.
- Alexandre Chliapnikov : il dirige le parti bolchévique à Petrograd pendant les journées de la Révolution de Février.
- Alexandre Protopopov : dernier ministre de l'Intérieur de l'empire. Il a l'entière confiance du couple impérial mais est vite débordé par les événements.
- Nicolas Sokolov : avocat de Petrograd, très proche des milieux bolchéviques.
- Alexandre Kerenski : avocat de Petrograd, député de la Douma. Chef du groupe travailliste. Ministre de la Justice dans le Gouvernement provisoire.
- Alexandre Goutchkov : ancien président de la Douma. Va quérir l'abdication de Nicolas II à Pskov. Ministre de la Guerre et de la Marine dans le Gouvernement provisoire.
- Alexandre Koutepov : colonel reconnu pour sa bravoure au front. Tente en vain de contenir la manifestation du 12 mars.
- Paul Milioukov : chef du parti constitutionnaliste-démocrate (Cadets). Ministre des Affaires étrangères du Gouvernement provisoire.
- Serge Khabalov : commandant de la région militaire de Petrograd. Vite débordé par les événements.
- Mikhail Alekseïev : chef d'état-major du Commandant Suprême. En gros, il est, après le tsar, le commandant en chef du front russe.
- Alexandre Boublikov : ingénieur des chemins de fer. Député progressiste de la Douma. Il s'empare du ministère des Voies de communication.
- Nikolaï Rouzski : général russe. Commande le front nord. Son Q. G. est Pskov.
- Basile Gourko : général de cavalerie. Chef d'état-major pendant l'absence d'Alexeiev de novembre 1916 à mars 1917.
- Michel Beliaiev : ministre de la Guerre dans le gouvernement du tsar.
- André Chingariov : ministre de l'Agriculture dans le Gouvernement provisoire.
- Nicolas Ivanov : général russe. Nicolas II lui ordonne d'arrêter l'insurrection lors des journées de Mars mais il s'y prend très mal.
- Kozma Gvozdev : leader menchévik. Membre du Soviet de Petrograd.
- Alexandre Koltchak : commandant de la Flotte de la Mer Noire.
- Lavr Kornilov : général russe. Le Gouvernement provisoire le nomme commandant militaire de la région de Petrograd.
- Alexandre Krymov : général russe lié à Goutchkov. A participé à la bataille de Tannenberg.
- Gueorgui Lvov : président de l'Union des zemstvos. Premier ministre du Gouvernement provisoire.
- Nicolas Nikolaievitch : Commandant Suprême en 1914-1915 puis pendant un court instant en mars 1917.
- Alexis Pechekhonov : il s'occupe du quartier de Petersbourg après la Révolution de Mars.
- Mathieu Skobelev : leader menchevik. Membre du Soviet de Petrograd.
- Nicolas Himmer : membre du Soviet de Petrograd.
- Alexandre Svetchine : général de la Stavka. Ami de Vorotyntsev.
- Nicolas Tcheidzé : leader menchevik. Président du Soviet de Petrograd.

## Éditions françaises
- Alexandre Soljenitsyne. La Roue rouge: Mars dix-sept (tome 1). Fayard. 1992. 752 p.  (ISBN 978-2-213-02617-6)
- Alexandre Soljenitsyne. La Roue rouge: Mars dix-sept (tome 2). Fayard. 1993. 794 p.  (ISBN 978-2-213-03148-4)
- Alexandre Soljenitsyne. La Roue rouge: Mars dix-sept (tome 3). Fayard. 1998. 790 p.  (ISBN 978-2-213-59778-2)
- Alexandre Soljenitsyne. La Roue rouge: Mars dix-sept (tome 4). Fayard. 2001. 742 p.  (ISBN 978-2-213-60782-5)